# Wangchuk Namgyal
Wangchuk Tenzing Namgyal (Gangtok, 1 april 1953) is de tweede zoon van Pälden Döndrub Namgyal, de laatste soevereine koning (Chögyal) van Sikkim.
Hij is de troonpretendent voor de Namgyal-dynastie van Sikkim sinds de dood van zijn vader op 29 januari 1982. Hij werd gekroond als dertiende koning van Sikkim nadat zijn oudere broer, kroonprins Tenzing Namgyal, overleed tijdens een auto-ongeluk.
De functie van koning heeft geen officiële autoriteit meer vanwege de samenvoeging van Sikkim tot India in 1975. In dat jaar sprak 97% van de bevolking zich in een volksraadpleging uit voor opname van Sikkim tot 22e staat van India.